# Lovasberény
Lovasberény è un comune dell'Ungheria di 2.713 abitanti (dati 2001). È situato nella contea di Fejér.